# Referendum w Mjanmie w 2008 roku
Referendum konstytucyjne w Mjanmie w 2008 roku zostało przeprowadzone 10 maja i 24 maja, dotyczyło przyjęcia projektu nowej konstytucji.

## Proponowane zmiany
Proponowane zmiany w konstytucji dotyczyły:
- uzyskania gwarancji przydziału jednej czwartej mandatów w obu izbach parlamentu dla wojskowych;
- nadzwyczajnego złagodzenia warunków stwarzających możliwość wprowadzenia stanu wyjątkowego przez zwierzchnika sił zbrojnych.

## Wyniki
Według oficjalnych wyników po pierwszej części głosowania nową konstytucję poparła przytłaczająca większość obywateli – 92,4% głosujących. Frekwencja wyniosła ok. 99%. Przedstawionych rezultatów nie zaakceptowali przedstawiciele birmańskiej opozycji.